# Sielsowiet Klejniki
Sielsowiet Klejniki (s. klejnicki, biał. Клейнікаўскі сельсавет, klejnikawskij s., ros. Клейниковский сельсовет; klejnikowskij s.) – sielsowiet na Białorusi w obwodzie brzeskim, w północno-zachodniej części rejonu brzeskiego (na północ od Brześcia). 
Centrum sielsowietu są Klejniki. Jednostka podziału administracyjnego znajduje się przy granicy z Polską, przez co poprzez Bug graniczy z polską gminą Terespol, leżącą w powiecie bialskim województwa lubelskiego. Ponadto na północy i wschodzie sąsiaduje z sielsowietem Motykały, zaś południu  z miastem Brześć. 
W skład sielsowietu wchodzi agromiasteczko Klejniki i 6 wsi: Kostycze, Kotelnia Bojarska, Nepli, Piaski, Szumaki, Terebuń. 
Do 1 czerwca 2007 r. do sielsowietu należały Kozłowicze, obecnie mikrorejon w obrębie Brześcia.